# Max Rostock
Max Heinrich Rostock (29. září 1912 Ludwigshafen – 13. září 1986 Mannheim) byl nacistický důstojník za druhé světové války, který dosáhl hodnosti SS-Obersturmführer. Znám je především svojí účastí na vyhlazení obce Lidice u Kladna, když působil v Kladně jako velitel Sicherheitsdienst.

## Mládí
Max Rostock se narodil 29. září 1912 jako syn malířského mistra Friedricha Rostocka a Rosy Rostockové ve městě Ludwigshafen v Německu. Měl staršího bratra Friedricha (1911) a mladší sourozence sestru Susan (1913), Elsu (1916) a bratra Hanse (1918). Po ukončení osmileté školní docházky v roce 1926 pokračoval ve studiu ještě jeden rok na obchodní škole (jakási obdoba 9. třídy). Na podzim příštího roku nastoupil na praxi k jisté firmě obchodující s barvami a laky v Mannheimu.
V roce 1930 se vyučil obchodním příručím a hned poté nastoupil u otce do učení na malíře pokojů. Dne 1. března 1933 vstoupil do jednotek SA a o dva měsíce později byl přijat i do NSDAP. V červnu 1934 se Rostock oženil s dcerou ludwigshafenského kapelníka Friedricha Meissnera Katarinou (*  1914). Důvodem jejich sňatku bylo dítě, které Katarina s Maxem čekala. Po neúspěšném pokusu o podnikání s barvami se Max vrátil k otci a začal se ucházet o práci v průmyslovém koncernu I. G. Farben.
Mladý a perspektivní Rostock byl však svým stranickými kolegy doporučen jako administrativní síla u ludwigshafenské služebny zpravodajské služby nacistické strany – Sicherheitsdienstu (SD). Zde se zabývá ofenzivní činností proti území Sárska, které spadá pod francouzskou kontrolu. Během těchto akcí se Rostock velice osvědčil a roku 1935 vstupuje do SS v hodnosti SS-Unterscharführera.

## Lidice
Jako šéf kladenského SD se bezprostředně podílel na vyhlazení Lidic. Se svým komandem vyraboval faru a kostel svatého Martina a surově zbil lidického faráře Josefa Štemberku, který byl následně s ostatními muži popraven na Horákově statku. Rovněž byl jedním z nacistů,  kteří 12. června 1942 večer odebírali v kladenské reálce matkám jejich děti, přičemž si počínal značně brutálně. Poté byl převelen na služebny v Hradci Králové či do Českých Budějovic, kde také „proslul“ svou krutostí.

## Poválečná doba a dopadení
Na tohoto důstojníka byl vydán mezinárodní zatykač. V roce 1949 byl zatčen ve Francii a předán československé justici. V roce 1951 byl odsouzen k trestu smrti, tento trest byl změněn na doživotí prezidentem Antonínem Zápotockým. V roce 1958 mu byla nabídnutá spolupráce s StB, kterou přijal a po proškolení v roce 1960 byl vyslán jako špion StB do západního Německa. Později se stal agentem německé služby BND. Zemřel v roce 1986 na území západního Německa.

## Shrnutí vojenské kariéry
Data povýšení
- SA-Mann – 1. březen, 1933
- SA-Sturmann – 15. září, 1934
- SS-Unterscharführer – 1935
- SS-Oberscharführer – 1936
- SS-Hauptscharführer – 26. srpen, 1939
- SS-Untersturmführer – 20. duben, 1940
- SS-Obersturmführer – prosinec, 1940

Významná vyznamenání
- Válečný záslužný kříž II. třídy s meči – 20. leden, 1942
- Sportovní vojenský odznak SA ve zlatě
- Sudetská pamětní medaile
- Říšský sportovní odznak